# Château Cantelmo
Ne doit pas être confondu avec Château ducal Cantelmo ou Château Cantelmo-Caldora.
Le château Cantelmo est un château situé dans la commune de Pettorano sul Gizio, province de L'Aquila, dans les Abruzzes.